# ليمنوفيلاانديكا
ليمنوفيلاانديكا (باللاتينية: Limnophila indica)، هو نبات مائي لونه أحمر داكن ويحتاج إلى ضوء قوي ويفضل الماء اليسر ويزرع في مجموعات.